# Ràdio Nikòsia
Ràdio Nikòsia és un projecte radiofònic creat pels antropòlegs Martín Correa-Urquiza i Nella Gonzalo, amb el suport de l'Associació Joia de Barcelona. Integrat per persones diagnosticades amb algun tipus de malaltia mental, el grup pretén posar de manifest els estigmes que pateixen els afectats i cercar les raons del sofriment psíquic. Emet amb regularitat des de Ràdio Contrabanda i intervé setmanalment al programa La ventana, de la Cadena ser. Ha col·laborat amb diversos mitjans de comunicació tant radiofònics com escrits i els seus integrants han impartit conferències a universitats i congressos sobre salut mental. Les seves emissions més destacades han quedat recollides a El libro de Radio Nikosia (2004).